# The Corries
The Corries était un groupe de musique traditionnelle écossaise entre le début des années 1960 et 1990. Bien que le groupe ait été un trio à ses débuts, c'est sous la forme d'un duo entre Roy Williamson et Ronnie Browne que le groupe est le plus connu. Leur nom est issu du mot écossais corrie désignant un vallon dans les montagnes écossaises.  

## Histoire
En 1962, Roy Williamson, Bill Smith et Ron Cockburn ont formé le Corrie Folk Trio. Après quelques semaines, Cockburn a quitté le groupe, déjà inscrit au festival d'Édimbourg. Afin de retrouver leur nombre initial, Williamson a suggéré que Ronnie Brown rejoigne le groupe. La chanteuse irlandaise Paddie Bell s'est également ajoutée, et le groupe est devenu the Corrie Folk Trio and Paddie Bell.
Leur carrière culmina au début des années 1970, où plusieurs de leurs albums figurèrent dans le top 50 écossais. En 1974, leur single Flower of Scotland fut rapidement adopté par les supporters de l'équipe écossaise de rugby; la chanson est aujourd'hui l'un des hymnes officieux de l'Écosse.
Durant la tournée de 1989, la santé de Williamson déclina. Atteint d'une tumeur cérébrale, il passa ses derniers mois à Forres et mourut le 12 août 1990. Browne a continué à enregistrer et a commencé une carrière d'acteur et de peintre ; il est aujourd'hui à la retraite. Après son départ du trio, Belle a enregistré des albums solo, principalement avec les musiciens irlandais Finbar et Eddie Furey, mais s'est retirée de la scène au milieu des années 1990 en raison de problèmes d'alcool et de dépression. Elle est morte en 2005 à l'âge de 74 ans.
En 2007, les Corries furent ajoutés au Scottish Traditional Music Hall of Fame lors des Scottish Trad Music Awards de Fort William.